# Port lotniczy Homer
Port lotniczy Homer (IATA: HOM, ICAO: PAHO) – port lotniczy położony 4 km na wschód od Homer, w stanie Alaska, w Stanach Zjednoczonych.